# Dover (Massachusetts)
Dover ist eine durch Wohngebiete geprägte Town im US-Bundesstaat Massachusetts.
Das U.S. Census Bureau hat bei der Volkszählung 2020 eine Einwohnerzahl von 5923 ermittelt.
Dover liegt etwa 25 Kilometer südwestlich von Boston entfernt, südlich des Charles River.
Dover wurde im April 2003 vom Boston Magazine zur „healthiest town in greater Boston“ gewählt, was so viel bedeutet, dass Dover die Stadt mit der höchsten Lebensqualität im Einzugsgebiet Bostons ist. Das Schulsystem wird gemeinschaftlich mit der benachbarten Stadt Sherborn verwaltet und finanziert. Andere benachbarte Städte sind: Natick, Wellesley, Needham, Dedham, Westwood, Walpole und Medfield. 
Baurechtlich ist eine Mindestgröße für die meisten Wohnbauplätze von etwa 0,4 Hektar festgelegt. Dadurch wird die Bevölkerungsdichte gering gehalten, der Bedarf an Straßen und Erschließungsmaßnahmen ist jedoch relativ groß. In den 1960er Jahren betrugen die Kosten für die Entfernung von Schnee auf den Straßen 75 % des Gemeindehaushalts. 

## Geschichte
Die ersten Siedlungen in der Gegend des heutigen Dover entstanden um 1640 und gehören ab 1784 zum Distrikt Dedham. Danach erlebt die Gegend durch die Erbauung von Mühlen einen wirtschaftlichen Aufschwung und wird 1836 zur Stadt Dover.

## Geographie
Dover liegt auf einer Gesamtfläche von 39,9 km², wovon auf die Landwirtschaft 8,07 % entfallen, auf das Waldgebiet 57,89 %, auf Wasser oder Sümpfe 2,54 %, auf unbenutzbares Land 1,36 %, auf Erholungsanlagen 0,68 % und auf bebautes Land 29,46 %. Die Normaltemperatur im Januar beträgt 4 °C und im Juli 22 °C.

## Demographie
In Dover leben 6085 Personen in 1927 Haushalten (Stand 2004). In der Hälfte aller Haushalte leben Kinder unter 18 Jahren. 3866 Personen sind als Wähler registriert, wovon 15,4 % die Demokraten bevorzugen, 34,5 % die Republikaner. Das mittlere Einkommen pro Haushalt beträgt 141.818 Dollar. Die Einwohner Dovers sind zu 95,18 % europäischer Abstammung, zu 3,63 % asiatischer Abstammung und zu 0,41 % afrikanischer Abstammung.

## Persönlichkeit
- Adam Granduciel (* 1979), Musiker, Musikproduzent, Songschreiber und Bandleader

## Trivia
Dover wurde in Kryptozoologen- und Ufologenkreisen bekannt durch die Sichtung des Dover Demon.